# Masing Handbuch Qualitätsmanagement
Das Masing Handbuch Qualitätsmanagement ist ein Standardwerk, das sich auf einer breiten Grundlage mit Sachverhalten im Bereich des Qualitätsmanagements auseinandersetzt.

## Geschichtliche Entwicklung
Die erste Auflage des Handbuchs wurde 1980 von seinem Namensgeber, dem Physiker und Unternehmer Walter Masing, herausgegeben und wird in regelmäßigen Abständen auf einen neuen Stand gebracht. Die aktuelle Ausgabe (Stand 2014) ist die sechste Auflage, die von Tilo Pfeifer und Robert Schmitt herausgegeben wurde und vom Hanser-Verlag als Druckwerk und als E-Book vertrieben wird.

## Inhalt
Das Handbuch (akt. u. überarb. 7. Auflage) gliedert sich in sechs Hauptteile:
- Teil I: Qualitätsmanagement als Basisaufgabe für den Unternehmenserfolg
- Teil II: Qualitätsmanagementsysteme
- Teil III: Qualitätsmanagement in der Entwicklung
  - Früher: Teil III: Qualitätsmanagement im Produktlebenszyklus materieller Produkte
- Teil IV: Qualitätsmanagement in der Produktion
  - Früher: Teil IV: Qualitätsmanagement in der Softwareentwicklung
- Teil V: Qualitätsmanagement in der Nutzungsphase
  - Früher: Teil V: Qualitätsmanagement im Produktlebenszyklus immaterieller Produkte
- Teil VI: Qualitätsmanagement und Unternehmensführung

In den insgesamt 48 Kapiteln werden aktuelle Normen, Standards und gesetzliche Regeln behandelt. Mit dem Handbuch werden dem Leser ferner praktische Hinweise zu den Grundlagen des Qualitätsmanagements gegeben.